# Новиці (Західнопоморське воєводство)
Новиці (пол. Nowice, нім. Neuwitz) — село в Польщі, у гміні Ліп'яни Пижицького повіту Західнопоморського воєводства.
Населення — 65 осіб (2011).
У 1975-1998 роках село належало до Щецинського воєводства.

## Демографія
Демографічна структура станом на 31 березня 2011 року:
|          | Загалом | Допрацездатний вік | Працездатний вік | Постпрацездатний вік |
| -------- | ------- | ------------------ | ---------------- | -------------------- |
| Чоловіки | 29      | 8                  | 19               | 2                    |
| Жінки    | 36      | 9                  | 20               | 7                    |
| Разом    | 65      | 17                 | 39               | 9                    |